# Việt Nam tại Thế vận hội Mùa hè 1964
Tại Thế vận hội Mùa hè 1964 ở Tokyo, Nhật Bản, Việt Nam Cộng hòa đại diện Việt Nam tham dự. Đoàn Việt Nam gồm 16 vđv nam thi đấu ở 14 nội dung thuộc 5 môn: điền kinh, đua xe đạp, đấu kiếm, Judo và bơi.

## Điền kinh
Nội dung 100m nam:
- Hồ Thành Chinh, thành tích: 11,9 giây, vòng 1

Nội dung 5000m nam:
- Nguyễn Văn Lý, thành tích: 17:28.0, vòng 1

Nội dung marathon nam:
- Nguyễn Văn Lý, thành tích: bỏ cuộc sau 1:02:51 ở 15 km

## Đua xe đạp
Nội dung đường trường cá nhân nam (194,83 km):
- Phạm Văn Sau, thành tích: xếp thứ 76/132 vđv
- Trần Văn Nên, thành tích: xếp thứ 90/132 vđv
- Nguyễn Văn Khoi, thành tích: bỏ cuộc
- Nguyễn Văn Ngan, thành tích: bỏ cuộc

Nội dung đồng đội tính giờ nam:
- Huỳnh Anh, Trần Văn Nên, Nguyễn Văn Khoi, Nguyễn Văn Ngan, thành tích: 3:08:59.35, xếp thứ 31/33 đội

Nội dung nước rút nam:
- Nguyễn Văn Châu, thành tích: vòng 1

Nội dung 1000m tính giờ nam:
- Trần Văn Nên, thành tích: 1:21.58, xếp thứ 25/27 vđv

Nội dung đuổi bắt cá nhân nam:
- Trần Văn Nên, thành tích: vòng 1

## Đấu kiếm
Nội dung kiếm ba cạnh nam:
- Trần Văn Xuân, thành tích: vòng 1

Nội dung kiếm chém nam:
- Nguyễn Thế Lộc, thành tích: vòng 1
- Trần Văn Xuân, thành tích: vòng 1

## Judo
Nội dung dưới 68kg nam:
- Nguyễn Văn Bình, thành tích: vòng 1

Nội dung 68-80kg nam:
- Thai Thuc Thuan, thành tích: vòng 1
- Lê Bả Thành, thành tích: vòng 1

## Bơi
Nội dung 100m tự do nam:
- Nguyễn Đình Lê, thành tích: 1:01.1, vòng 1
- Phan Hữu Dõng, thành tích: 1:01.1, vòng 1

Nội dung 200m ếch nam:
- Huỳnh Văn Hải, thành tích: vòng 1